# Urocortine
Urocortine sind mehrere aus etwa 40 Aminosäuren bestehende Peptide, die in Säugetieren produziert werden. Sie besitzen 45 % Sequenzhomologie zum Corticotropin Releasing Factor (CRF). Im Mensch sind drei Urocortine bekannt, die an die CRF-Rezeptoren binden, es handelt sich um Neurohormone.
Die menschlichen Urocortine heißen Urocortin (40 Aminosäuren), Urocortin-2 (41 Aminosäuren) und Urocortin-3 (38 Aminosäuren). Ihre Präkursor-Proteine werden von verschiedenen Genen codiert (UCN, UCN2, UCN3).
Im Jahr 1995 fanden Vaughan und Mitarbeiter im Edinger-Westphal-Nucleus des Rattenhirns ein dem CRF verwandtes "urotensin-like molecule" und nannten es Urocortin. In der Folgezeit erkannte man, dass Urocortin in Säugetierorganismen verbreitet ist und ebenso wie CRF agonistisch an CRF-Rezeptoren bindet, wenngleich mit einer höheren Affinität an CRF2-Rezeptoren. Daher wird angenommen, dass Urocortin der natürliche Ligand des CRF2{\displaystyle \beta }-Rezeptors ist.
Urocortin stimuliert die gleichen G-Proteine wie CRF und weist daher eine ähnliche Pharmakologie auf.